# Henri Marie Bernardin de Rosset de Rocozel

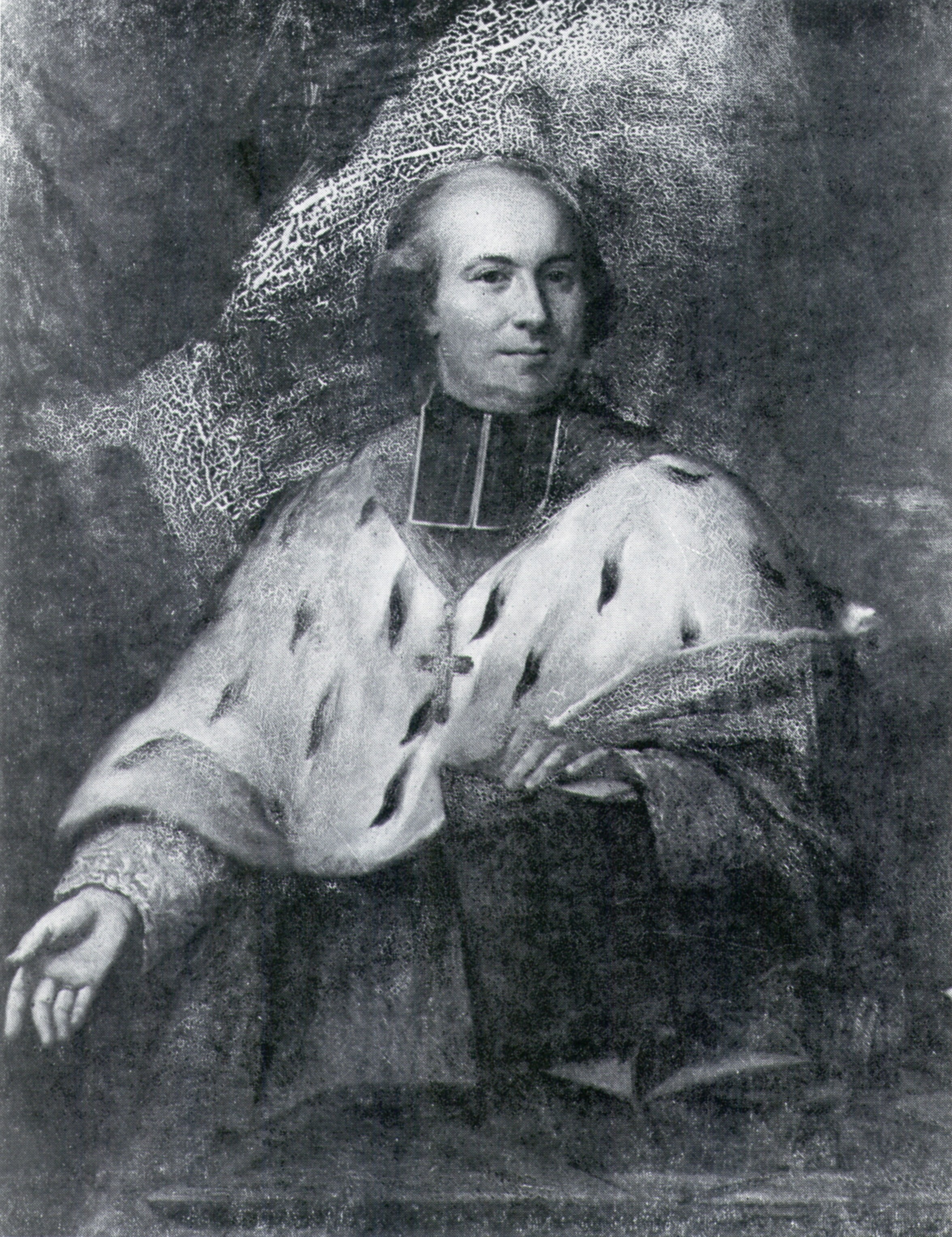
Henri Marie Bernardin de Rosset de Ceilhes de Fleury, Anonym, 18. Jahrhundert

Henri Marie Bernardin de Rosset de Rocozel de Fleury, auch de Rosset de Ceilhes de Fleury genannt (* 26. August 1718 auf Schloss Pérignan; † 22. Januar 1781),  aus der Familie Rosset de Rocozel war ein französischer Prälat. Er war Erzbischof von Tours und Erzbischof von Cambrai.

## Leben
Er wurde als dritter Sohn von Jean Hercule de Rosset de Rocozel und Marie de Rey und als Enkel von Bernardin de Rosset de Rocozel und Marie de Fleury (Schwester des Kardinals André-Hercule de Fleury ) geboren. Er ist der Bruder von André Hercule de Rosset de Rocozel, Duc de Fleury, und Pierre Augustin Bernardin de Rosset de Rocozel (1717–1780), Bischof von Chartres.
Henri Marie Bernardin de Rosset wurde mit 14 Jahren tonsuriert; er wurde Abbé de Ceilhes-de-Rocozels genannt, ab 1736 – als sein Vater Herzog wurde – Abbé de Fleury, und mit der Abtei Saint-Georges in Boscherville ausgestattet. Vom 17. März 1733 bis 1738 war er Kanoniker der Kathedrale Notre-Dame de Paris. Am 13. August 1734 war er Maître des Arts der Universität Paris, im März 1738 Bachelier en Théologie, im Februar 1742 Lizentiat und im Januar 1744 Doktor der Theologie der Sorbonne.
1735 empfing er die niederen Weihen. 1736 wurde er Abt von Royaumont und 1738 Abt von Rebais. Am 17. Dezember 1740 wurde er zum Diakon und am 22. September 1742 zum Priester geweiht. Er war Generalvikar von Chartres und Kommendatarabt der Abtei Jouy.
Am 27. Dezember 1750 wurde er von Ludwig XV. zum Erzbischof von Tours ernannt (mit 48.000 Livres Rente), was am 17. Mai 1751 von Papst Benedikt XIV. bestätigt wurde. Am 20. Juni 1751 wurde er von seinem Bruder, dem Bischof von Chartres, zum Bischof geweiht. Den erzbischöflichen Stuhl von Tours hatte er bis zu seinem Rücktritt inne.
Am 24. September 1774 wurde er von Ludwig XVI. zum Erzbischof-Herzog von Cambrai ernannt. Er lehnte die Veränderung zunächst ab, nahm aber schließlich auf Drängen des Königs an und trat am 2. März 1775 als Erzbischof von Tours zurück. Am 3. April 1775 bestätigte Papst Clemens XIV. die neue Aufgabe.
Er starb am 22. Januar 1781 im Alter von 62 Jahren.